# Måne (nordisk gud)
 For alternative betydninger, se Måne (flertydig). (Se også artikler, som begynder med Måne)
Måne eller Máni. I nordisk mytologi skelnes mellem månen som kosmisk fænomen og som egentlig mytisk person. Ifølge Snorres Edda er personen Måne bror til Sol og begge er de børn af Mundilfare.
Skabelsen af månen beskrives i skabelsesberetningen. Denne fortæller, hvorledes alt startede. Før noget andet fandtes, var der mod nord det kolde Niflheim og mod syd det brændende varme Muspelheim. Mellem disse var en stor kløft, Ginnungagap, hvori urjætten Ymer blev dannet. Fra ham stammer alt liv i verden. De tre guder Odin, Vile og Ve dræbte Ymer og skabte af hans legeme selve verden: jord, bjerge, sand, have m.m. Hans hjerneskal satte de op som himmelhvælvingen over jorden og på denne kastede de gløder fra Muspelheim op som stjernerne. De to største stykker af Muspelheim fik særlige pladser som henholdsvis sol og måne. Både solen og månen trækkes over himmelen i vogne med heste spændt for.
Den mytiske person Måne var søn af manden Mudilfare, der fik Måne og hans søster. Han syntes, at de var så smukke, at han kaldte pigen for Sol og drengen for Måne. Guderne så dette og mente, at det var praleri og udtryk for hovmod, hvorfor de som straf kastede Sol og Måne op i to vogne, der trak månen og solen over himmelen, så de kunne styre hestene, der var spændt for vognene.
De to vogne iler over himmelen for både Sol og Måne er bange. For længst mod øst i Jernskoven i Jotunheim føder jættekvinden Hyrrokken jætter i ulveskikkelse og to af hendes børn jæger oppe på himmelen. De to ulve hedder Skoll og Hate. Han, der hedder Skoll løber efter Sol og vil sluge hende og han, der hedder Hate løber efter Måne med åbent gab. Hate er muligvis identisk med jætten i ulveskikkelse, der kaldes Månegarm (måneopslugeren), der ved Ragnarok vil æde Måne. Når jorden genopstår efter Ragnarok vil Sol og Månes døtre i stedet indtage pladsen på himmelhvælvingen.
De to heste, der trækker Sols vogn hedder Alsin og Arvak, men hvad Månes heste hedder vides ikke. Disse heste skal ikke forveksles med Dags hest Skindfaxe eller Nats hest Rimfaxe.
Måne følges over nattehimmelen af de to børn Bil og Hjuke som han tog, da de var på vej hjem fra brønden med vand.